# Hałas
Hałas – dźwięki zazwyczaj o nadmiernym natężeniu (zbyt głośne) w danym miejscu i czasie, odbierane jako: „bezcelowe, następnie uciążliwe, przykre, dokuczliwe, wreszcie szkodliwe”. Międzynarodowa Organizacja Pracy określa hałas jako każdy dźwięk, który może doprowadzić do utraty słuchu, albo być szkodliwy dla zdrowia lub niebezpieczny z innych względów. Reakcja na hałas w dużym stopniu zdeterminowana jest nastawieniem psychicznym. Na ochronę przed hałasem organizm zużywa ogromne ilości energii. Do hałasu nie można się przyzwyczaić i jeśli nawet nie odbieramy go świadomie, to „zawsze przeżywamy go najgłębiej”, a zamiast przyzwyczajenia, co najwyżej następuje „adaptacja patologiczna”. Przyczyną hałasu mogą być dźwięki zarówno intensywne, jak również wszelkiego rodzaju niepożądane dźwięki wpływające na tło akustyczne, uciążliwe z powodu długotrwałości, jak na przykład stały odgłos pracujących maszyn lub muzyki.

## Szkodliwość hałasu dla zdrowia
Skutki hałasu dla organizmu:
| natężenie hałasu | reakcja organizmu |
| ---------------- | --- |
| ok. 70 dB        | niekorzystne zmiany wegetatywne w organizmie |
| powyżej 75 dB    | rozmaite uszkodzenia organiczne i choroby, m.in. - nadciśnienie tętnicze, - zaburzenia pracy żołądka, - wzrost wydzielania adrenaliny, - wrzody żołądka, - przyspieszenie procesu starzenia |
| od 90 dB         | osłabienie i ubytek słuchu |
| od 120 dB        | niebezpieczeństwo mechaniczne uszkodzenia słuchu |
| 130 dB           | granica bólu |
Hałas może być szkodliwy dla zdrowia człowieka, ponieważ jego zbyt duże natężenie może prowadzić do uszkodzenia narządu słuchu. Mniejsze wartości natężenia hałasu, lecz występujące długotrwale lub posiadające nieodpowiednie widmo akustyczne (np. za wysokie, lub za niskie), a także drażniące w inny sposób (np. jednostajne, długotrwałe, przenikliwe, rozpraszające, mające miejsce w nieodpowiednim miejscu lub czasie itd.) mogą wpływać negatywnie na psychikę. Im dokuczliwość dźwięku jest większa i dłuższa (a bodźce akustyczne odbierane są przez ucho nawet w czasie snu), tym poważniejsze są konsekwencje: od zdenerwowania, poprzez agresywność, po depresje i zaburzenia psychiczne. U dzieci długotrwały hałas powoduje zaburzenia rozwoju umysłowego. Z niebezpieczeństwa hałasu dla ludzkiego zdrowia zdano sobie sprawę bardzo wcześnie;
Jak zauważył Robert Koch: Nadejdzie dzień, gdy człowiek będzie musiał walczyć z bardzo niebezpiecznym wrogiem swego zdrowia – z hałasem – tak samo, jak kiedyś walczył z cholerą i dżumą.

## Walka z hałasem

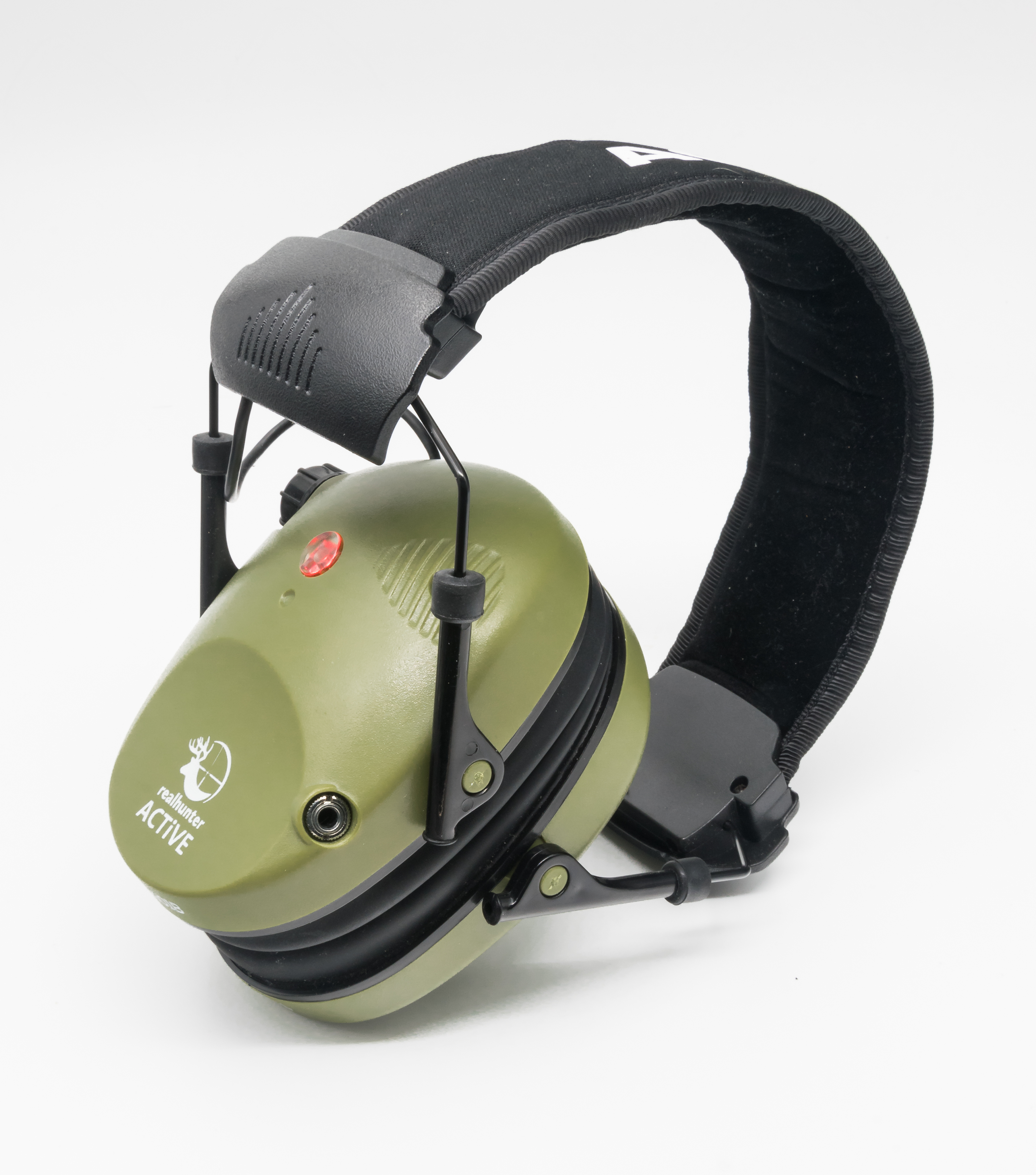
Aktywne ochronniki słuchu używane w strzelectwie

Hałasy bywały przyczyną procesów sąsiedzkich już w średniowieczu. Od XVI w. wydawano przepisy ograniczające hałas w miastach. Niekiedy były specyficzne: np. Anglicy zakazywali bicia żon o pewnych porach dnia i nocy wyłącznie dlatego, aby ich krzyki nie przeszkadzały sąsiadom. Od XIX wieku w wielu miastach zakazywano słuchania muzyki przy otwartych oknach.
W Polsce dopuszczalne wartości hałasu występujące w otoczeniu osób są określone w odpowiednich Rozporządzeniach Ministra Środowiska, Polskich Normach oraz innych aktach prawnych. 
Poziom ekspozycji na hałas w ciągu 8-godzinnego dobowego wymiaru czasu pracy nie może przekraczać 85 dB.
Sporządza się mapy akustyczne (mapy hałasu) miejscowości i innych regionów.
Hałas tworzony przez cywilizację może szkodzić kałamarnicom, ośmiornicom i mątwom. Jednym ze sposobów zwalczania tego rodzaju hałasu jest konstrukcja kurtyn, które generują bąble powietrza w wodzie. Aby zwiększyć skuteczność bąble mogą być otaczane warstwą lateksu.
25 kwietnia obchodzony jest Międzynarodowy Dzień Świadomości Zagrożenia Hałasem.

## Hałas w kulturze

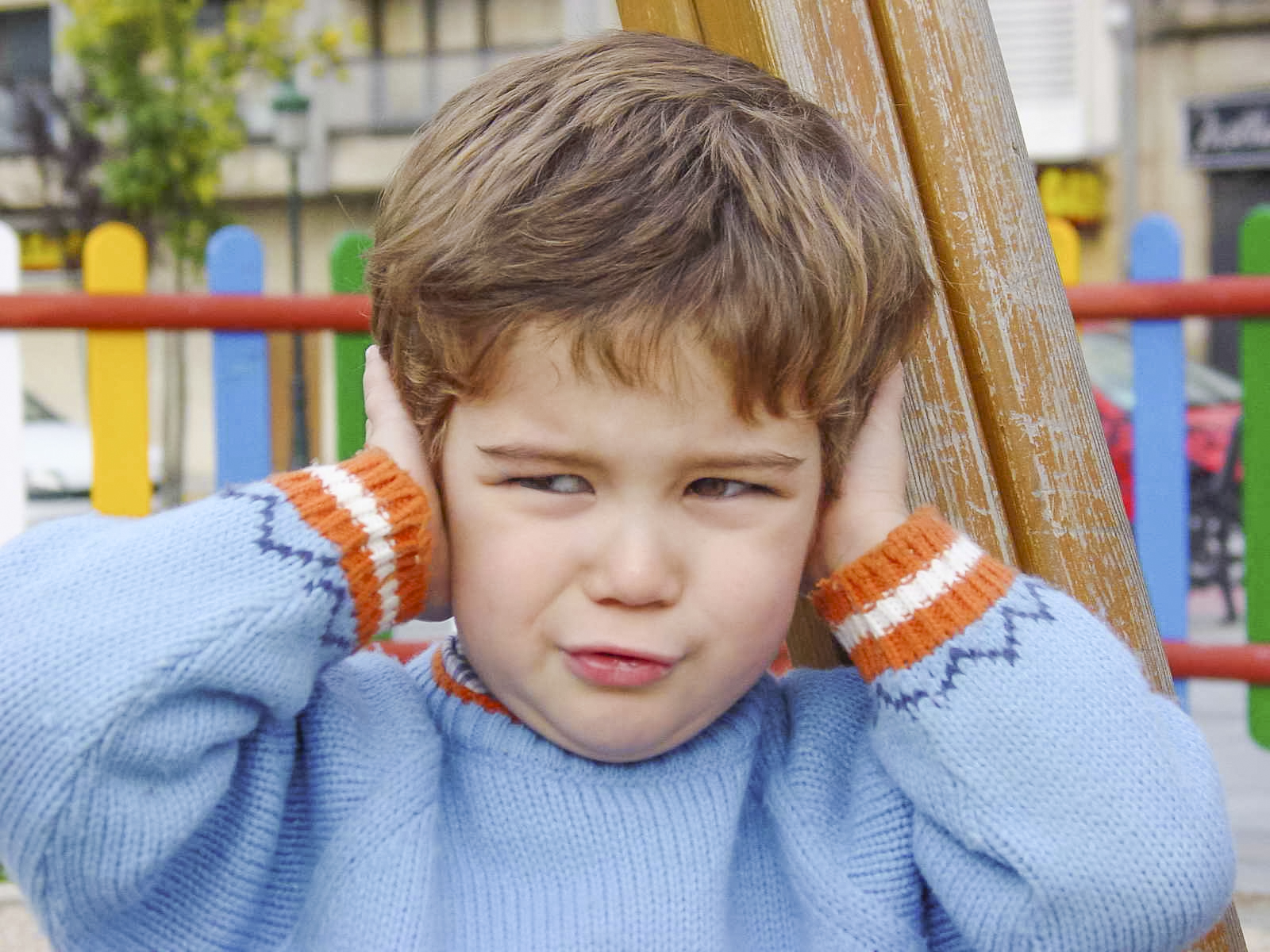
Typowa reakcja na hałas

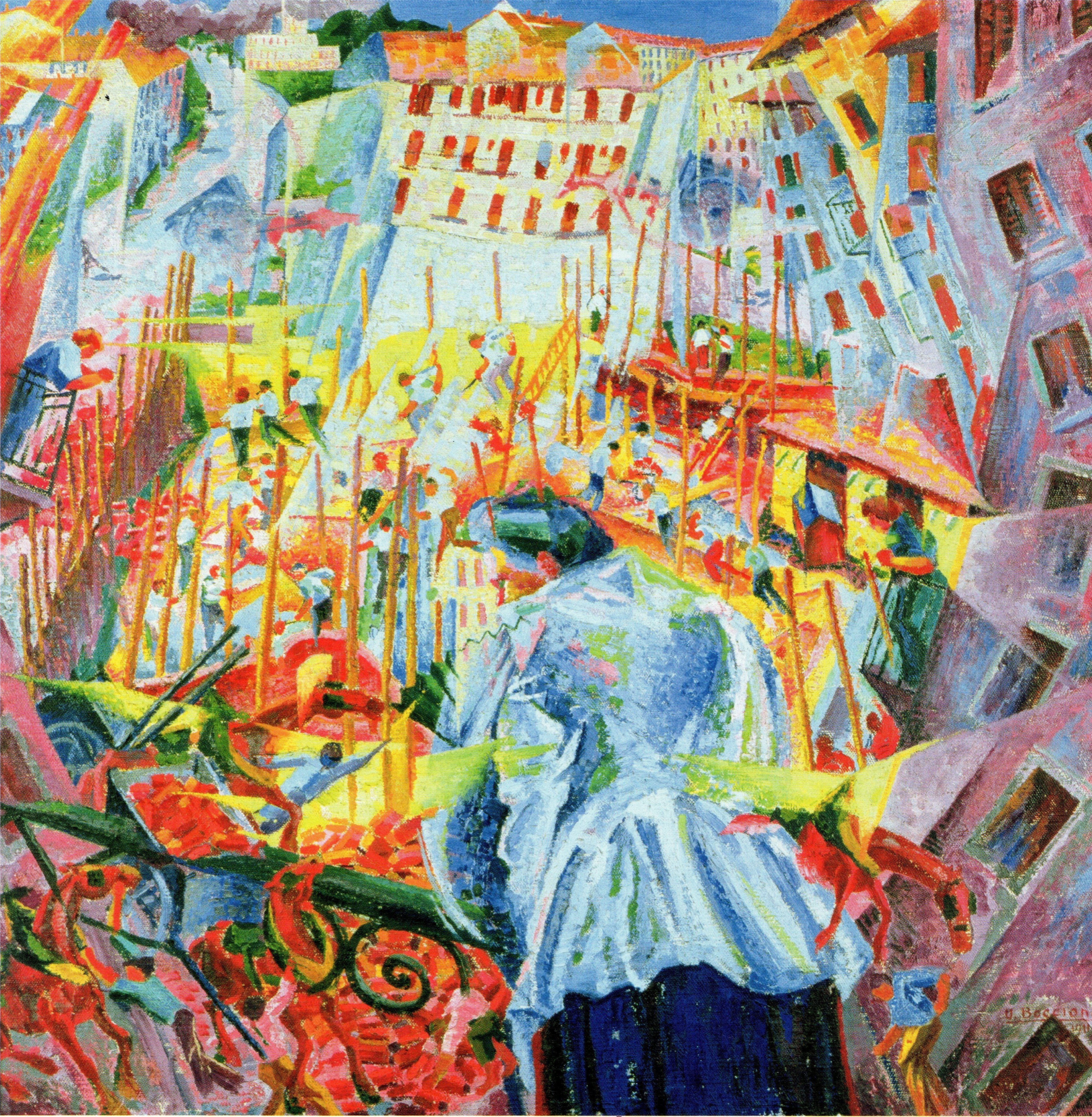
Pochwałę hałasu głosili futuryści. Umberto Boccioni: La strada entra nella casa, 1911 – „Hałas”

«Symbolika hałasu jest jednoznacznie negatywna. Zarówno według Biblii jak i Koranu koniec świata ma być oznajmiony apokaliptycznym zgiełkiem. Trąby, które zburzyły mury Jerycha, nie stanowiły odosobnionego przypadku użycia hałasu do celów wojennych: dobosze lub zespoły janczarskie podnosząc na duchu „swoich” miały zarazem donośnymi dźwiękami przerażać wroga».
Entuzjastami hałasu, jako symbolu nowoczesności, byli futuryści. Luigi Russolo opublikował manifest zatytułowany Sztuka hałasów:
Życie przeszłości było ciszą. Dopiero w wieku dziewiętnastym wraz z wynalezieniem maszyn narodził się hałas. Dziś hałas triumfuje i panuje suwerennie nad wrażliwością ludzi.
Rozwój techniki w początkowych dekadach XX wieku sprawił, że głośną pracę silników uważano za świadectwo ich siły, pojawiały się reklamy bazujące na skojarzeniach: głośniej = silniej = nowocześniej.
Analizą skutków hałasu dla kultury muzycznej zajmuje się ekologia muzyki.

## Fakty
- W starożytnych Chinach hałas stosowany był jako wyjątkowo ciężka tortura. „Kto obraża Najwyższego, nie będzie powieszony, lecz fleciści, dobosze i heroldzi będą wokół niego czynić hałas dniem i nocą, póki nie padnie martwy, albowiem to jest właśnie najcięższa kaźń”[16]
- Angielskie słowo „noise” oznaczające hałas pochodzi z łac. „nausea”, czyli choroba, nudności[17].